# Naraboryctes
Naraboryctes philcreaseri — викопний вид сумчастих тварин, знайдений у ранніх міоценових відкладах національного парку Боджамулла в районі Ріверслі, північно-західний Квінсленд, Австралія.

## Опис
Naraboryctes philcreaseri описує тварину, відому за зразками викопного матеріалу, що включає фрагменти верхньощелепних і щелепних кісток і зубів. Розпізнані викопні зразки також деякі посткраніальні скелетні останки. N. philcreaseri розглядається як перехідна скам'янілість ссавця, яка має ознаки, які підходять для добування їжі або проживання в підземному середовищі з панівним дощовим лісом. Вага оцінюється приблизно в 200 грамів. Вважається, що дієта нагадує сучасного сумчастого крота, який є комахоїдним.

## Розповсюдження
Naraboryctes philcreaseri — це вид фауни Ріверслея, виявлений у трьох місцях — Camel Sputum Site, Upper Site, Wayne's Wok Site — й датований раннім міоценом. Район Ріверслі в цей період був постійно вологим і закритим тропічним лісом, що різко контрастував з центральними пустелями Австралії, яким віддавали перевагу їхні сучасні піщані нащадки.